# Karl Ivan Westman
Karl Ivan Westman, född 5 augusti 1889 i Linköping, död 24 april 1970, var en svensk diplomat. Han var verksam som kabinettssekreterare och ambassadör. 

## Biografi
Karl Ivan Westman var son till postmästaren Karl Johan Westman och Tonny Andersson samt bror till utrikesministern, professor Karl Gustaf Westman och till riksdagsledamoten Karl Allan Westman.
Westman studerade vid Uppsala universitet, där han avlade filosofie kandidatexamen 1910 och juris kandidatexamen 1914. Efter tre års tingstjänstgöring blev han attaché vid Utrikesdepartementet där han fick flera betydande uppdrag som sakkunnig och ombud, nämligen 1928 envoyé i Bern, i Madrid 1939, i Helsingfors 1941 och åter i Madrid 1942. År 1945 utnämndes han till kabinettssekreterare vid samlingsregeringens avgång, och var under det första året även sekreterare i Utrikesnämnden vid riksdagen. Efter två år som kabinettssekreterare utsågs han till ambassadör i Paris, vilket han ännu var 1956 när han pensionerades.
Under sin tid i Sverige visade Westman stor kunnighet i frågor som gällde samfärdsel och nedrustning, och före andra världskriget deltog han i en internationell konferens för Sveriges räkning om flyktingar från Tyskland. Han representerade Sverige i Nationernas Förbund i bland annat finanskoordinationskommissionen, och var ombud vid FN:s församling. 1949-1952 var han ersättare för Sveriges utrikesminister i Europarådets ministerkommission.
Under tiden som envoyé i Helsingfors 1941-1942 spelade han en avgörande roll för att upplysa Sverige om de kritiska förhållandena där. Han försökte verka för att den finländska neutralitetspolitiken skulle fortsätta och motverka att Finland ställde sig på Tysklands sida i kriget. Att tiden i Helsingfors blev så kortvarig berodde på ingripande från finskt håll. Flera gånger var han på tal vid tillsättandet av posten som utrikesminister. Westman är begravd på Norra griftegården, Linköping.

## Utmärkelser

### Svenska utmärkelser
- Konung Gustaf V:s jubileumsminnestecken med anledning av 70-årsdagen, 1928.[3]
- Kommendör med stora korset av Nordstjärneorden, 6 juni 1936.[4]
- Kommendör av första klassen av Nordstjärneorden, 28 november 1928.[5]

### Utländska utmärkelser
- Storofficer av Belgiska Kronorden, senast 1931.[3]
- Kommendör av första klassen av Finlands Vita Ros’ orden. senast 1931.[3]
- Riddare av första klassen av Finlands Vita Ros’ orden, senast 1921.[6]
- Storkorset av Finlands Lejons orden, senast 1945.[7]
- Storkorset av Franska Hederslegionen, senast 1968.[8]
- Kommendör av Franska Hederslegionen, senast 1940.[9]
- Riddare av Franska Hederslegionen, senast 1925.[10]
- Storkorset av Grekiska Georg I:s orden, senast 1950.[11]
- Officer av Italienska Sankt Mauritius- och Lazarusorden, senast 1925.[10]
- Storkorset av Lettiska Tre Stjärnors orden, senast 1940.[9]
- Storkorset av Nederländska Oranien-Nassauorden, senast 1940.[9]
- Kommendör av Norska Sankt Olavs orden, senast 1925.[10]
- Riddare av Norska Sankt Olavs orden, senast 1921.[6]
- Storkorset av Spanska Isabella den katolskas orden, senast 1945.[7]